# Comproporzione
La comproporzione è una reazione chimica di ossidoriduzione che è l'opposto di quella di disproporzione. È quindi una reazione dove due specie, contenenti lo stesso elemento con diverso stato di ossidazione, formano un prodotto dove l'elemento in questione è in uno stato di ossidazione intermedio rispetto a quelli iniziali. Un esempio è la reazione di scarica che avviene nell'accumulatore al piombo degli autoveicoli. Il piombo (stato di ossidazione 0) reagisce con il diossido di piombo (dove il Pb ha stato di ossidazione +4) per dare ioni Pb2+ (dove il Pb ha stato di ossidazione +2):
{\displaystyle {\ce {Pb(s)\ +\ PbO2(s)\ +\ 4H^{+}->2Pb^{2+}\ +\ 2H2O(l)}}}
La tendenza di due specie A1 e A2 formarne una terza A3 per comproporzione si può predire usando un diagramma di Frost. La specie A3 si potrà formare per comproporzione quando la sua posizione nel diagramma di Frost è al di sotto della linea congiungente le specie A1 e A2.

## Altri esempi
- Nella chimica degli alogeni, le specie XO3– e X– (stato di ossidazione dell'alogeno rispettivamente +5 e –1) comproporzionano formando alogeno elementare X2 (stato di ossidazione 0):[2]

{\displaystyle {\ce {XO3^{-}\ +\ 5X^{-}\ +\ 6H^{+}->3X2\ +\ 3H2O\,\,\,\,\,}}} ({\displaystyle \mathrm {X=Cl,Br,I} })
- La reazione tra solfuro di idrogeno (H2S) e diossido di zolfo (SO2) (stato di ossidazione dello zolfo rispettivamente –2 e +4) per formare zolfo elementare (stato di ossidazione 0) avviene nelle eruzioni vulcaniche e fa parte anche del processo Claus:[3]

{\displaystyle {\ce {2H2S(g)\ +\ SO2(g)->3S(s)\ +\ 2H2O(g)}}}